# Fremont Street

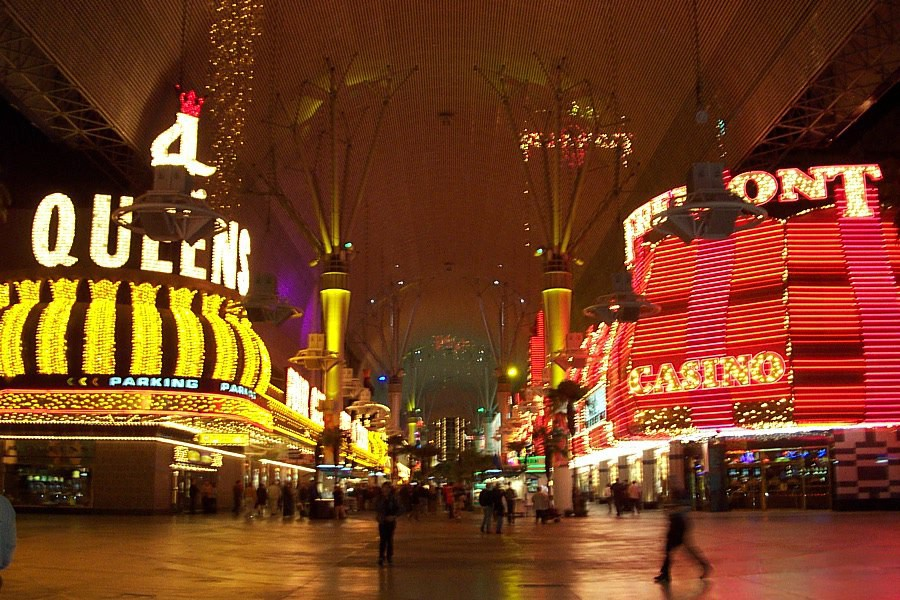
Die Fremont Street

Die Fremont Street ist die nach dem Las Vegas Boulevard (The Strip) bekannteste Straße in Las Vegas im US-Bundesstaat Nevada. Sie liegt in Downtown Las Vegas. Hier befinden sich einige der bekanntesten Casinos der Stadt, wie das Golden Gate Hotel & Casino oder das Golden Nugget. Vor der Erbauung der Fremont Street Experience wurde das westliche Ende der Fremont Street für zahlreiche Aufnahmen für Fernsehshows und Filme genutzt.
Sehr bekannt ist auch die Neon-Figur eines Cowboys, die inoffiziell auch Vegas Vic genannt wird.

## Geschichte

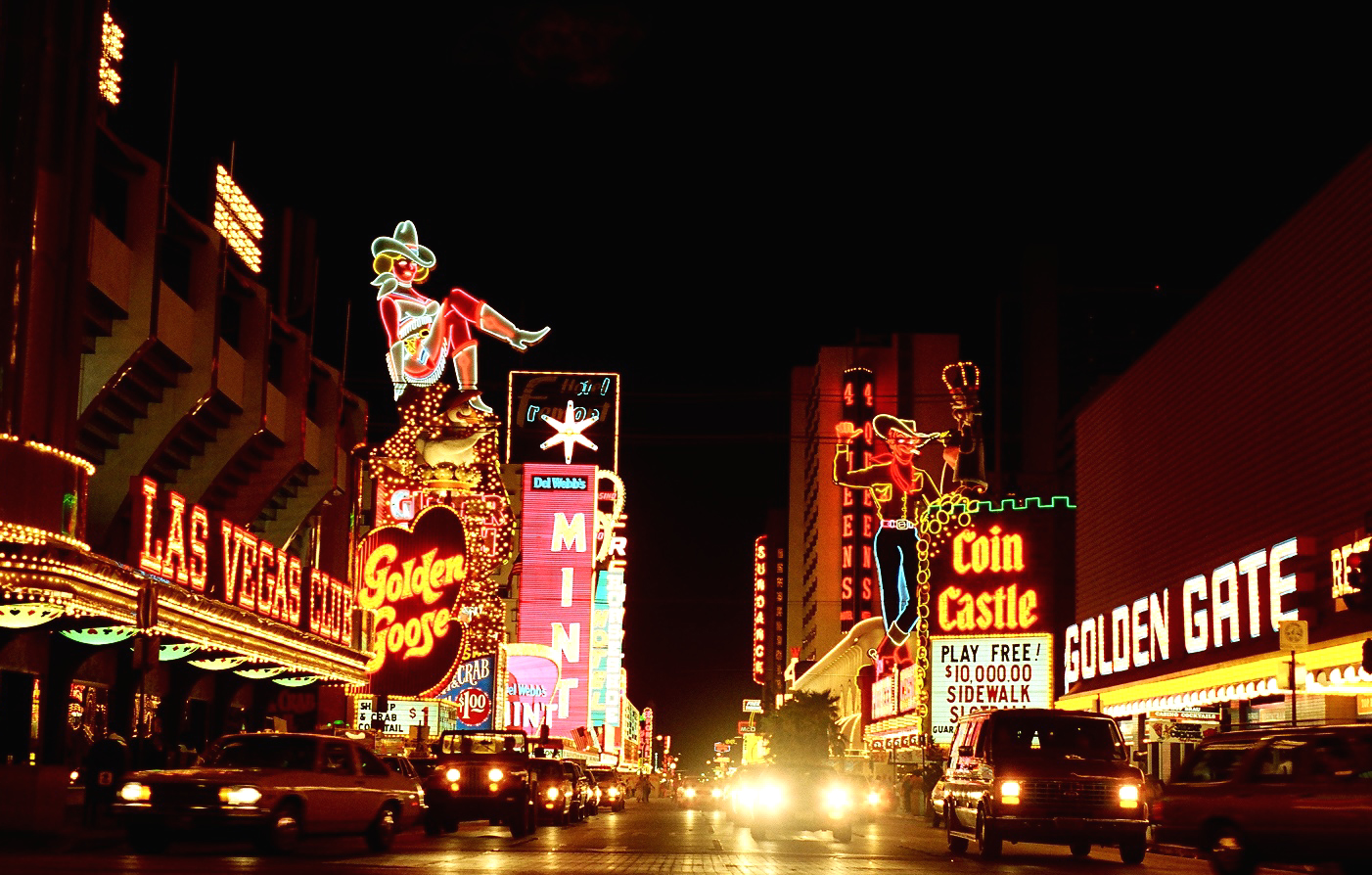
Fremont Street 1983

Die Straße gibt es bereits seit 1905, demselben Jahr, in dem die Stadt gegründet wurde. Sie wurde benannt nach dem Entdecker und Politiker John C. Frémont, der das Las Vegas Valley im Jahre 1844 auf einer Expedition durchquerte.
Lange Zeit war die Fremont Street das Zentrum der Vergnügungsindustrie in Las Vegas. Erst mit dem Bau der sogenannten Megaresorts seit Beginn der 1990er Jahre verlagerte sich das touristische Interesse hin zum Las Vegas Boulevard. Eine der vielen Maßnahmen zur Attraktivitätssteigerung angesichts der Abwanderung von Touristen zum Strip ist die 1995 fertiggestellte Attraktion Fremont Street Experience.

## Liste der Casinos an der Fremont Street
- The Plaza
- The Baggio
- Las Vegas Club
- Mermaids
- Binion's
- Fremont
- El Cortez
- Golden Gate
- La Bayu
- Golden Nugget
- Four Queens
- Fitzgerald's
- Circa

## Quelle
- Su Kim Chung, Las Vegas Then And Now, London 2015, ISBN 978-1-910904-11-4